# Archidiecezja Port of Spain
Archidiecezja Port-of-Spain (łac. Archidioecesis Portus Hispaniae, ang. Archdiocese of Port-of-Spain) – rzymskokatolicka archidiecezja ze stolicą w Port-of-Spain, na Trynidadzie i Tobago. Obejmuje w całości to państwo. Archidiecezja jest członkiem Konferencji Episkopatu Antyli.
Mimo iż katolicy stanowią tylko ok. 30% mieszkańców Trynidadu i Tobago to są najliczniejszą grupą wyznaniową tych wysp.
Obecnie arcybiskupem Port-of-Spain jest Jason Gordon.
Arcybiskup Port-of-Spain jest również metropolitą Port-of-Spain. Sufraganiami metropolii są diecezje:
- Bridgetown (Barbados)
- Georgetown (Gujana)
- Paramaribo (Surinam)
- Willemstad (Aruba, Bonaire, Curaçao, Saba, Sint Eustatius, Sint Maarten)
- Kingstown (Saint Vincent i Grenadyny)

Na terenie archidiecezji żyje 94 zakonników i 147 sióstr zakonnych.

## Podział
Archidiecezja dzieli się na następujące dekanaty:
- Centralny
- Wschodni
- Północny
- Południowy
- Podmiejski

## Historia
Pierwszy raz wyspy uzyskały własną kościelną jednostkę administracyjną w 1516, gdy założono opactwo terytorialne Trynidadu. Istniało ono do 1650.
23 lutego 1818 erygowano Wikariat Apostolski Trynidadu. Wcześniej Trynidad należał do diecezji Santo Tomás de Guayana (obecnie Archidiecezja Ciudad Bolívar), która dziś znajduje się w Wenezueli. Nowy wikariat apostolski prócz części Antyli objął również Jamajkę.
10 stycznia 1837 erygowano Wikariat Apostolski Jamajki (obecnie archidiecezja Kingston na Jamajce). Tym samym wikariusze apostolscy Trynidadu utracili zwierzchność nad Kościołem tej wyspy.
13 lat później wyodrębniła się kolejna część wikariatu apostolskiego. W dniu 30 kwietnia 1850 na Dominice powstała diecezja Roseau. W tym samym dniu wikariat apostolski został podniesiony do godności archidiecezji metropolii. W skład nowej archidiecezji włączono również Prefekturę Apostolską Indii Zachodnich.
W dniu 20 lutego 1956 na wchodzącej w skład archidiecezji Grenadzie powstała diecezja Saint George’s.

## Biskupi

### Wikariusze apostolscy Trynidadu
- ks. Thomas Gillow (17 marca 1818 - 1819); nie objął wikariatu
- James Buckley (6 marca 1819 - 26 marca 1828 zmarł)
- Daniel McDonnell (23 grudnia 1828 - 26 października 1844 zmarł)
- Richard Patrick Smith (1844 - 1850)

### Arcybiskupi Port-of-Spain
- Richard Patrick Smith (1850 - 1852 zmarł)
- Vincent Spaccapietra CM (18 kwietnia 1855 - 12 września 1859 zrezygnował)
- Ferdinand English (28 września 1860 - 19 września 1862 zmarł)
- Joachim-Hyacinthe Gonin OP (21 grudnia 1863 - 13 marca 1889 zmarł)
- Patrick Vincent Flood OP (8 marca 1889 następca - 17 maja 1907 zmarł)
- John Pius Dowling OP (9 marca 1909 - 6 czerwca 1940 zmarł)
- Patrick Finbar Ryan OP (6 czerwca 1940 - 24 maja 1966 arcybiskup senior)
- Gordon Anthony Pantin CSSp (29 listopada 1967 - 11 marca 2000 zmarł)
- Edward Gilbert CSsR (21 marca 2001 - 26 grudnia 2011)
- Joseph Harris CSSp (26 grudnia 2011 - 19 października 2017)
- Jason Gordon (od 19 października 2017)